# Station Radcliffe
Radcliffe is een spoorwegstation van National Rail in Rushcliffe in Engeland. Het station is eigendom van Network Rail en wordt beheerd door East Midlands Railway. 